# Мила Вешовић
Мила Вешовић (Иванград, 23. март 1963) је српско-црногорска је књижевница, сликарка и професорка филозофије и социологије, која живи у Верони.

## Биографија

### Образовање
Мила Вешовић је рођена у Иванграду, у данашњим Беранама. У том граду је након основне школе матурирала у Гимназији „Панто Малишић”, а даље школовање наставила је у Сарајеву. Дипломирала је на Одсеку за филозофију и социологију тамошњег Филозофског факултета 1989. године. Титулу мастера културне медијације стекла је на Департману друштвених наука Универзитета у Верони 2004.

### Каријера
Одмах после дипломирања почела је да предаје филозофију, социологију, психологију и логику у матичној беранској Гимназији „Панто Малишић”. Професорски рад није запоставила ни након одласка у Италију негујући свој позив уметничким и лингвистичким предавањима.
Скоро две деценије је радила као преводилац у Општинском суду Вероне и медијатор у болницама, школама и другим институцијама. У улози стручног сарадника учестовала је у бројним курсевима на тему медијације и имиграције у школама и другим институцијама. Била је и дописник из Вероне црногорског дневника „Побједа” и сарадник италијанског часописа „AZ Marmi”.
Мила Вешовић се остварила и у књижевности. Објавила је два романа: „Послије три марта” 1996. године и „Исходишта имена” 2001. Сликарство ју је привлачило од најранијих дана. Своја дела је најпре излагала групно 1990-их, а после 2000. године је почела да се самостално уметнички представља на изложбама у Италији. Њен правац је фигуративна, али и примењена уметност. Потоња се огледа у изради просторних мозаика и опремању објеката.
Носилац је националног сертификата „Транскултурална медијација”, које јој је у Риму доделило италијанско Министарство рада, здравља и социјалне политике 2009.
Увршћена је у „Енциклопедију националне дијаспоре”, коју уређује Иван Калаузовић Иванус.
Живи и ради на релацији Италија – Црна Гора.

## Литерарна дела

### Романи
- Послије три марта (Ступови, Андријевица, Црна Гора, 1996)
- Исходишта имена (Октоих, Подгорица, Црна Гора, 2001)

### Стручни чланак
- „Уточиште за изгубљену мисао” у листу за умјетност, културу, науку и друштвена питања Овдје (Републички културни центар, Подгорица, Црна Гора, 1997)

## Одабране изложбе
- Самостално излагање на међународним сајмовима (Напуљ, Италија, 2002–2004)
- Самостална изложба акрилика на платну „L'origine del nome” у улици Stella (Верона, Италија, 2014)
- Самостална изложба акрилика на платну „Adesso” у палати „Pincini Carlotti” (Гарда, Италија, 2018)
- Групна изложба (Сан Ђорђо, Италија, 2019)
- Групна изложба два аутора „Заједно” (Беране, Црна Гора, 2024)